# رالف هاوبتمان
رالف هاوبتمان (بالألمانية: Ralf Hauptmann)‏ (و. 1968  م) هو لاعب كرة قدم، من ألمانيا، ولد في ابرس والده، يلعب كمُدَافِع.

## روابط خارجية
- رالف هاوبتمان على موقع قاعدة بيانات كرة القدم.إي يو (الإنجليزية)
- رالف هاوبتمان على موقع بيانات كرة القدم. دي إي (الألمانية)
- رالف هاوبتمان على موقع ناشيونال فوتبول تيمز (الإنجليزية)
- رالف هاوبتمان على موقع عالم كرة القدم.نت (الإنجليزية)